# A-Stoff

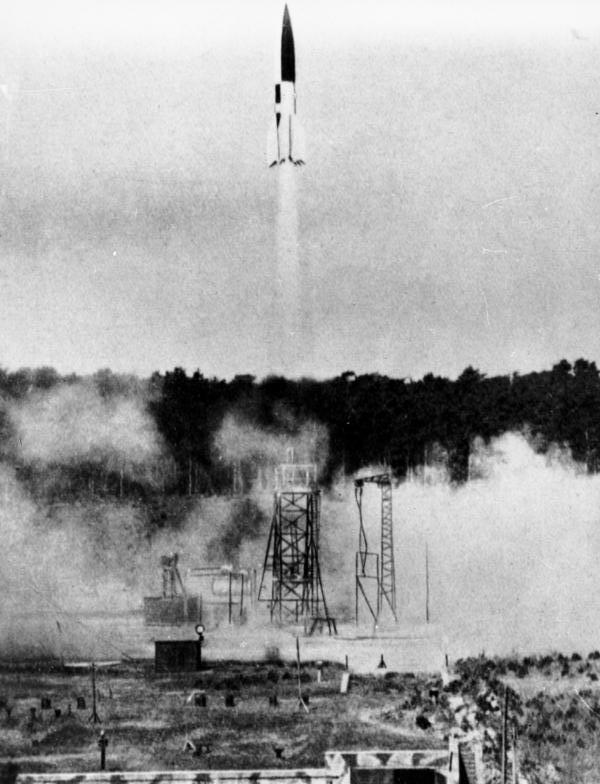
Peenemünde : un V2 quatre secondes après son décollage du pas de tir d'essai VII, été 1943.

En astronautique, le A-Stoff, en français : « substance A », était le nom donné par les ingénieurs allemands pendant la Seconde Guerre mondiale à l'oxygène liquide utilisé comme ergol liquide cryogénique oxydant pour la propulsion de certaines fusées expérimentales.

## Utilisation

### Fusées V-2
Le A-Stoff ergol cryogénique est utilisé avec le B-Stoff (hydrate d'hydrazine) dans les fusées V-2.

### Lanceurs actuels
Sous la dénomination de LOX, il forme aujourd'hui, avec l'hydrogène liquide, le propergol liquide le plus couramment utilisé au décollage des lanceurs spatiaux.